# Oploose Molenbeek
De Oploose Molenbeek of Oploosche Molenbeek is een riviertje dat vanaf het Defensiekanaal in de Noord-Brabantse Peel noord-noordoostwaarts loopt.
Het riviertje loopt door landbouwgebied langs Westerbeek en Oploo, waar de watermolen D’n Olliemeulen op de beek staat. Voordat Oploo bereikt wordt, splitst de Sambeekse Uitwatering zich af. Dit is een omleidingskanaal dat bij Sambeek in de Maas uitkomt.
De beek volgt nu een kronkelige loop, die even later weer rechtlijnig en hoekig wordt omdat hier de ontginning van Het Broek wordt bereikt. De Ledeackerse Beek wordt opgenomen, waarna de Oploose Molenbeek uitmondt in de Oeffeltse Raam die recht naar het noorden stroomt en ten noorden van Oeffelt in de Maas uitkomt.